# DVD издания на Семейство Симпсън
DVD издания на Семейство Симпсън се издават от 2001 в различни региони по света, Регион 1 (Северна Америка), Регион 2 (Европа) и Регион 4 (Австралия и Латинска Америка).
Първите пет сезона са пуснати с корица от сцени на дивана. За следващите 5 издания продуцентите са променили обложките във форми от различни членове на семейството.

## Пълният първи сезон
Повече информация: Семейство Симпсън (Сезон 1)
Това е първото издание относно Семейство Симпсън, издадено на 25 септември 2001 в Северна Америка и на 24 септември 2001 в Обединеното Кралство и Ирландия. Съдържа 13 епизода от първия сезон, обработено на Dolby Digital 5.1. Обложката е на цялото семейство, седейки на дивана с Малкия помощник на Дядо Коледа и Сноубол II плътно до тях (използвано няколко пъти в сезон 1), докато на самия диск е изрисувано зялото семейство, въртейки се във вихър.

### Епизоди
Всеки епизод съдържа допълнителен аудио коментар от съдатея Мат Грьонинг и един или двама от изпълнителните продуценти. Първият сезон е на три диска и съдържа:
- Диск 1
  - Семейство Симпсън се пекат на открит огън (Simpsons Roasting on an Open Fire)
  - Геният Барт (Bart the Genius)
  - Одисеята на Хоумър (Homer's Odyssey)
  - Вкъщи позорът е най-голям (There's No Disgrace Like Home)
  - Генералът Барт (Bart the General)
  - Мрънкащата Лиса (Moaning Lisa)
- Диск 2
  - Зовът на семейство Симпсън (The Call of the Simpsons)
  - Издайническата глава (The Telltale Head)
  - Живот на скорост (Life on the Fast Lane)
  - Нощните забавления на Хоумър (Homer's Night Out)
  - Палачинките на гнева (The Crepes of Wrath)
  - Кръсти отива в затвора (Krusty Gets Busted)
- Диск 3
  - Нещо като приказна вечер (Some Enchanted Evening)

### Допълнителни материали
- Първото семейство на Америка, откъс от специално предаване на BBC през 2000
- „Лека нощ“, клип от Шоуто на Трейси Улман
- Избрани неизлъчени сцени от Една пленителна вечер (Some Enchanted Evening)
- Аудио изрезки от Животът по забързаната пътека (Life on the Fast Lane)
- Малка сцена от Генералът Барт (Bart the General)
- Скеч от комикса Животът в ада от 1982
- Рисунки и скечове
- Скриптове

Барт геният (Bart the Genius)
Генералът Барт (Bart the General)
Стенанията на Лиса (Moaning Lisa)
Една пленителна вечер (Some Enchanted Evening)
- Пет чуждестранни клипа от Животът по забързаната пътека (Life on the Fast Lane)

Френски
Италиански
Испански
Японски
Португалски